# Scrapland
Scrapland (с англ. — «Свалка») — компьютерная игра с видом от третьего лица. Выпущена в 2004 году компанией Enlight Software в жанре фантастики и боевика.

## Игровая вселенная
Вселенная игры — населенный роботами мир и планета Химера, огромный астероид, застроенный для индустриальных нужд. Мир игры наполнен жестокими и нелегальными развлечениями, наказываемыми смертью. Однако, погибающие роботы возрождаются благодаря Великой базе данных, огромному механизму, созданному и управляемому Епископами Химеры. Великая база данных содержит в себе атомные модели всех жителей Химеры, что позволяет возрождать погибших, хотя дополнительные жизни дороги. Роботы, которые не могут заплатить за дополнительные жизни, воскрешаются в тюремной камере, охраняемой коррумпированной Химерской Полицией. В основном местное население бедно из-за той же Полиции, а также Банкиров, способных незаметно вытянуть деньги из жертвы. Люди и другие органические существа считаются крайне опасными, а местное население называет их «липкими».

## Сюжет
Главный герой игры — Ди-Тритус Дебрис, робот из далекого космоса, прибывший на Химеру и устроившийся на работу репортером. По прибытии на планету Епископы загружают Ди-Тритуса в Великую базу данных. По мере игры герой знакомится со многими персонажами. Коллегами и своим Боссом (в игре его так и зовут — Босс), Безумным игроком, местным спонсором незаконных развлечений, Расти, механиком, строящим боевые корабли, и другими. Он так же встречает Себастьяна — старомодную камеру, которая обучает Ди-Тритуса особой программе для фотографирования и матрице, позволяющей герою принимать форму других роботов в терминалах Великой базы данных.
Первое рабочее интервью с Архиепископом Химеры оказывается проваленным из-за смерти последнего в его собственной ванной с горячим маслом. В обычной ситуации это событие не напугало бы население Химеры, однако на этот раз всё иначе — матрица Архиепископа была украдена из Великой базы до убийства. Главный герой начинает расследование, составляющее основной сюжет игры.

## Критика
| Сводный рейтинг       | Сводный рейтинг | Сводный рейтинг |
| Издание               | Оценка          | Оценка          |
| Издание               | PC              | Xbox            |
| --------------------- | --------------- | --------------- |
| GameRankings          | 74,11 %         | 73,79 %         |
| Metacritic            | 72/100          | 73/100          |
| Иноязычные издания    |                 |                 |
| Издание               | Оценка          | Оценка          |
| Издание               | PC              | Xbox            |
| EGM                   | N/A             | 6,17/10         |
| Game Informer         | 6/10            | 6,5/10          |
| GamePro               | [ 8 ]           | [ 8 ]           |
| GameSpot              | 7,6/10          | 7,6/10          |
| GameSpy               | [ 11 ]          | [ 12 ]          |
| GameZone              | 8,4/10          | 8/10            |
| IGN                   | 8,3/10          | 8,2/10          |
| OXM                   | N/A             | 6,3/10          |
| PC Gamer (US)         | 66 %            | N/A             |
| Русскоязычные издания |                 |                 |
| Издание               | Оценка          | Оценка          |
| Издание               | PC              | Xbox            |
| «Страна игр»          | 7,5/10          | 7,5/10          |
| «Виртуальные радости» | 8/10            | N/A             |
| «Шпиль!»              | 11/12           | N/A             |

Scrapland получила смешанные отзывы на обеих платформах, согласно Metacritic. Game Informer дало версии для Xbox оценку 6,5/10, подвергнув критике пешие части игры, «которые существуют в игре только чтобы надоедать игрокам. Мусор». IGN дало игре более позитивные оценки — 8,2/10 с фразой «Хотелось бы больше вариативности в одиночной игре… Однако, игра освежает чувства собственных побед как никакая другая».